# Kirsti Hurme
Kirsti Kaarina Hurme, född 22 juli 1916 i Åbo, död 3 augusti 1988 i Helsingfors, var en finländsk skådespelare.
Hurme föddes i en torparfamilj och levde under sin barn- och ungdom under enkla förhållanden. Fadern var skådespelare och regissör och hennes äldre syster Aune uppträdde vid Åbos arbetarteater. Även Hurme själv inledde sin karriär vid arbetarteatern som assistent och dansös. Efter vinterkriget övergick Hurme från teatern till Suomi-Filmi, för vilket hon medverkade i flera filmer under 1940-talet. 1944 gifte hon sig med skådespelaren Kunto Karapää, med vilken hon fick dottern Sini. Efter fortsättningskriget verkade Hurme vid Punainen Mylly och sjöng på restauranger. 1951 gifte sig Hurme med affärsmannen Leo Martin, med vilken hon fick sonen Kai.

## Filmografi[2]
- Tukkijoella, 1937
- Vihtori ja Klaara, 1939
- Suomi-Filmis soldatsketch 3: Två kumpaner Kille och Kalle, 1940
- Drömmen på fäbodvallen, 1940
- Timmerkungens son, 1940
- Poikani pääkonsuli, 1940
- Hälsingar, 1940
- Antreas ja syntinen Jolanda, 1941
- Ryhmy ja Romppainen, 1941
- Keinumorsian, 1943
- Jees ja just, 1943
- Tositarkoituksella, 1943
- Nuoruus sumussa, 1946
- Gårdarnas folk, 1946
- Pontevat pommaripojat, 1948
- Kanavan laidalla, 1949
- Yhteinen vaimomme, 1956
- Det gick mig i blodet, 1956